# Timor panicus
Timor panicus, expression latine signifiant « peur panique », est un « effroi sacré » ou une « panique divine », une peur concomitante d'un événement surnaturel réel ou supposé. Elle est à rapprocher de l'influence qu'avait sur la nature et sur les hommes le dieu Pan de la mythologie grecque, dont le nom est étymologiquement à l'origine du mot « panique ».

## Illustration
Dans Le Roi du monde, René Guénon observe que Saint-Yves d'Alveydre et Ferdynand Ossendowski, dans leurs descriptions de l'Agarttha parlent de « ... moments, dans la célébration souterraine des « Mystères cosmiques » où les voyageurs qui se trouvent dans le désert s'arrêtent, où les animaux eux-mêmes demeurent silencieux ». Précisant en note la similitude avec le « Timor panicus des anciens ».